# Anders Erling Nielsen
Anders Erling Nielsen (født 1. maj 1922 i Kalundborg, død 1. april 1995 i Kalundborg) var en dansk hockeyspiller, der deltog på det danske landshold ved OL 1948 i London og 1960 i Rom. Erling Nielsen spillede for Kalundborg Hockeyklub og opnåede i alt 49 landskampe i perioden 1941-1965.
Ved OL i 1948 blev Danmark nummer 13 og sidst efter tre nederlag og et uafgjort resultat i den indledende pulje; dermed var Danmark elimineret fra turneringen. Erling Nielsen spillede tre kampe uden at score. Ved OL i 1960 blev Danmark igen sidst, denne gang blandt 16 hold. Erling Nielsen spillede alle tre kampe i indledende runde, hvorpå Danmark trak sig inden placeringskampene.